# Saint-Trivier-sur-Moignans (tổng)
Tổng Saint-Trivier-sur-Moignans là một tổng của Pháp nằm ở tỉnh Ain trong vùng Rhône-Alpes.

## Địa lý
Tổng này được tổ chức xung quanh Saint-Trivier-sur-Moignans ở quận Bourg-en-Bresse. Độ cao ở đây từ 168 m (Messimy-sur-Saône) đến à 302 m (Ambérieux-en-Dombes) với độ cao trung bình 256 m.

## Hành chính
| Giai đoạn | Ủy viên         | Đảng | Tư cách          |
| --------- | --------------- | ---- | ---------------- |
| 2008-2014 | Christine Gonnu | PS   |                  |
| 2007-2008 | Ginette Frappé  | DVD  | Maire de Fareins |
| 2001-2007 | Jean Vial       | UMP  |                  |

## Số đơn vị
Tổng Saint-Trivier-sur-Moignans groupe 13 xã và có dân số 11 359 người (điều tra năm 1999 không tính đúp).
| Xã                         | Dân số | Mã bưu chính | Mã insee |
| -------------------------- | ------ | ------------ | -------- |
| Ambérieux-en-Dombes        | 1 408  | 01330        | 01005    |
| Baneins                    | 529    | 01990        | 01028    |
| Chaleins                   | 1 025  | 01480        | 01075    |
| Chaneins                   | 560    | 01990        | 01083    |
| Fareins                    | 1 684  | 01480        | 01157    |
| Francheleins               | 994    | 01090        | 01165    |
| Lurcy                      | 257    | 01090        | 01225    |
| Messimy-sur-Saône          | 931    | 01480        | 01243    |
| Relevant                   | 367    | 01990        | 01319    |
| Sainte-Olive               | 253    | 01330        | 01382    |
| Saint-Trivier-sur-Moignans | 1 537  | 01990        | 01389    |
| Savigneux                  | 875    | 01480        | 01398    |
| Villeneuve                 | 939    | 01480        | 01446    |

## Biến động dân số
| 1962                                                     | 1968  | 1975  | 1982  | 1990  | 1999   |
| -------------------------------------------------------- | ----- | ----- | ----- | ----- | ------ |
| 5 771                                                    | 6 197 | 6 425 | 8 017 | 9 793 | 11 359 |
| Nombre retenu à partir de 1962 : dân số không tính trùng |       |       |       |       |        |